# Evelina Ravis
Evelina Ravis (Leopoli, 27 ottobre 1888 – Trieste, 5 giugno 1977) è stata una pediatra e psichiatra italiana, primario dell'Ospedale psichiatrico di Trieste, fondatrice e direttrice sanitaria e pedagogica dell'Istituto medico pedagogico “Barone Paolo de Ralli” di Trieste..

## Biografia
Nasce col nome Evelina Rawicz in una famiglia di origine ebraica che lavora nel commercio degli agrumi. Con il padre Massimiliano Rawicz e la madre Teresa Feldstein, nel 1890 giunge a Trieste. Perde precocemente il padre nel 1910 e il fratello, volontario nell'esercito austriaco nel 1915. 
Studia presso le scuole di madrelingua tedesca e poi presso l'I. R. Ginnasio e il Civico Liceo femminile dove consegue la maturità nel 1905. Nel 1907 si iscrive alla facoltà di Medicina e Chirurgia dell'Università di Vienna che già dal 1904 aveva concesso la frequenza alle donne. Alla morte del padre la famiglia si trova in difficoltà economiche ed Evelina ottiene una borsa di studio dal Comune per ultimare i suoi studi a Vienna. Si laurea a pieni voti il 21 dicembre 1912 e si specializza in pediatria a Berlino, ottenendo la licenza per l'esercizio della professione medica nel 1914. 
È la prima donna medico di Trieste e quando, nel 1922, nasce l'Ordine dei medici, è tra le prime quattro donne italiane iscritte.; viene assunta presso l'Ospedale civico e, come medico esterno, lavora anche per il nuovo Ospedale psichiatrico, assegnata al reparto donne Padiglione Ralli. Nel 1929 cambia il cognome da Rawicz in Ravis.  Durante l'occupazione nazista fugge da Trieste e si rifugia a Eraclea dove viene assunta da una famiglia milanese per accudire un familiare con disturbi psichiatrici.

## Vita professionale
Nel 1928 viene nominata primario di II classe dell'ospedale psichiatrico e nello stesso anno vi fonda l'Istituto Medico Pedagogico, una struttura pionieristica, una delle prime in Italia, rivolta alla cura e all'educazione dei minori problematici.
All'Istituto si specializza nella cura di piccoli pazienti, in un'età compresa fra i 5 e i 12 anni, affetti da anomalie dell'intelligenza, disturbi comportamentali e di apprendimento. In quanto psichiatra, con una formazione in medicina interna e pediatria, segue i bambini non solo dal punto di vista sanitario, ma si adopera anche per favorirne l'istruzione e l'avviamento professionale; organizza per loro attività ricreative e colonie estive. La struttura rimarrà attiva fino alla definitiva chiusura, avvenuta nel 1980.
Nel periodo 1938-1945 viene estromessa dall'incarico in seguito alle leggi razziali. anche se prosegue la sua attività medica, come testimoniano alcune lettere al direttore dell'Ospedale da parte del Partito Nazionale Fascista che l'accusa di aver infranto il divieto all'esercizio della professione "somministrando la terapia insulinica a un ricoverato ariano". Dopo la Liberazione riprende la sua attività professionale 
Dal febbraio 1947 è impiegata come medico scolastico presso le Scuole Israelitiche di Trieste. Nel 1953 ottiene la promozione a Primario di I classe. La sua intensa attività professionale registra anche diverse partecipazioni a congressi e pubblicazioni curate fino all'ottobre 1958, quando lascia il servizio all'età di 70 anni. Muore il 5 giugno 1977.

## Nel Soroptimist
Nel 1951 è tra le fondatrici del Soroptimist Club di Trieste e ne diviene la prima presidente, incarico che ricopre per il biennio 1951-1953. Anche attraverso il Club continua ad occuparsi dell'infanzia, ancora segnata dai disagi post bellici, della condizione femminile e della terza età, priva di tutele una volta finita l'attività lavorativa, in assenza di assegni pensionistici. Dedica la sua attività all'organizzazione di iniziative con istituzioni pubbliche, scolastiche, centri e Tribunali, rivolte ad indagare le cause di minorazione nel campo medico, sociale, educativo e alla costituzione di comitati di vigilanza orientati all'obbligo scolastico per i minorati e ad attività di miglioramento e recupero dell'infanzia in difficoltà. Si occupa anche della questione dei profughi di guerra, problema peraltro affrontato all'interno del Soroptimist International e anche di altre realtà europee. Si adopera per la valorizzazione della scrittura femminile assegnando, a conclusione del suo mandato, il premio giornalistico "Colore di Trieste" nel 1953.

## Pubblicazioni
- Osteodristofia cistica isolata in un gemello monocorio, in Minerva medica, vol. XXV, vol II, n. 42, 1934,  pp. 544-546.
- Emigigantismo in un lattante, in Atti del IV Congresso di Nipiologia, 1935
- P. Pincherle e Evelina Ravis, Due casi di anomalie del processo di ossificazioneː osteopsativiosi e atireosi, in Boll. Associaz. Medica, 1935.
- D. Ferri e Evelina Ravis, L’insulinoshockterapia della schizofrenia, Atti del Convegno sulla terapia moderna della schizofrenia, Milano, 1937.
- Esperienze sul trattamento della schizofrenia con lo shock insulinico all'Ospedale Psichiatrico di Trieste, in Bollettino dell'Associazione medica triestina, 1934.
- F.M. Donini, M. Belsasso e Evelina Ravis, Risultati terapeutici ottenuti con il Serpasil in 158 ammalati mentali, in Archivio di Psicologia, Neurologia e Psichiatria, vol. 17, 1956,  pp. 394-398..
- Ricordo di Edoardo Weiss scienziato e neurologo di fama mondiale. "Il Piccolo", 3 febbraio 1971